# Conny Carstennsen
Conny Carstennsen, auch Carlo Carstennsen, eigentlich Friedrich Wirth (* 8. Dezember 1888 in Colmar, Elsass; † 14. Juni 1957 in Wiesbaden) war ein deutscher Schauspieler, Filmregisseur und -produzent, Produktions- und Aufnahmeleiter.

## Leben
Friedrich Wirth durchlief von 1903 bis 1906 eine Lehre zum Frisör und Perückenmacher. Anschließend arbeitete er bis 1913 als Frisör. Nebenbei unternahm Wirth erste Versuche als Schauspieler am Theaterverein Colmar und wählte für diesen Beruf den Künstlernamen Conny Carstennsen. Sein Tätigkeitsfeld waren überwiegend elsässische Mundartstücke. Darüber hinaus versuchte er sich als Kleinkunst-Veranstalter und führte eigene Handschattenspiele auf. Im Ersten Weltkrieg diente er die gesamten vier Jahre im kaiserlichen Heer, woraufhin ihn die neuen französischen Machthaber 1919 aus dem Elsass auswiesen.
In Heidelberg trat Carstennsen noch im selben Jahr als Artist auf und kam so in Kontakt mit den „Oberrheinischen Filmwerken Schlierbach-Ziegelhausen“. Carstennsen war ab 1919 für zwei Jahre als Darsteller zu sehen, wobei er auch eine kleine nach seinem Künstlernamen benannte Filmreihe interpretierte. Carstennsen spielte anfänglich auch oft in Grotesk- und Detektivfilmen; in einigen dieser Streifen gab er den Schurken und Hochstapler Tom Kay, Gegenspieler des "Weltdetektivs Ferry White". Daneben gehörte er zu den Pionieren der Westerndarsteller deutscher Stummfilmproduktion. Manchmal übernahm er auch die Regieaufgaben für seine Filme. Ab Mitte der 1920er Jahre war er vielfach als Aufnahmeleiter für Spielfilme tätig, später für die Produktionen der Minerva-Tonfilm. Trotz der Mitwirkung bei einigen Tendenz- und Propagandafilmen in dieser Funktion gelang es Carstennsen, bis kurz vor seinem Tode Beschäftigung beim Film zu finden.
So wurde Carstennsen 1951 als Aufnahmeleiter von der Hamburger „Standard-Film GmbH“ eingestellt, zwei Jahre darauf in selbiger Position in Wiesbaden von den Firmen „Meteor-Film“ und „Eva-Film“ und war in dieser Funktion an Inszenierungen Helmut Käutners und Rudolf Jugerts beteiligt. Zu Carstennsens letzten Arbeiten gehören Inszenierungen Karl Ritters.

## Filmografie (Auswahl)

### Darsteller
- 1919: Das Geheimnis der drei Kreuze
- 1919: Die Rache der Banditen
- 1920: Red Bull, der letzte Apache
- 1920: Quellen der Liebe

### Regie
- 1919: Der Todspieler
- 1935: Raus aus dem Haus, Musik kommt!

### Aufnahmeleitung
- 1928: Schinderhannes
- 1929: Der Leutnant Ihrer Majestät
- 1929: Jenseits der Straße
- 1930: Phantome des Glücks
- 1930: Liebe im Ring
- 1930: Der Andere
- 1933: Polizeiakte 909 (Taifun)
- 1938: Du und ich
- 1940: Jud Süß
- 1940/42: Der große König
- 1942: Die goldene Stadt
- 1952: Liebe im Finanzamt
- 1953: Jonny rettet Nebrador
- 1954: Ball der Nationen
- 1955: Solange du lebst